# FlyAnt Cargo
FlyAnt Cargo, también conocida como Servicios Aéreos Integrales S.A., fue una aerolínea española, con base en el aeropuerto de Madrid. 

## Historia

### Comienzos
FlyAnt comenzó sus operaciones en julio de 2006 desde el aeropuerto de Vitoria y con una flota compuesta por un Boeing 737-300 con matrícula N576US. Su sede organizativa se situaba en el aeropuerto de Palma de Mallorca.
Sus rutas iniciales consistían en una ruta de cinco frecuencias semanales: aeropuerto de Madrid Barajas - aeropuerto de Gran Canaria - aeropuerto de Tenerife Norte - aeropuerto de Madrid Barajas. Meses después de su fundación, recibe el segundo B737, y en otoño de 2007, recibe su tercer B737.

### Rutas en el extranjero
En los últimos meses usaba uno de sus B737 alquilado a Air One para hacer la ruta aeropuerto de Roma-Fiumicino - aeropuerto de Brescia, y se alquiló otro Boeing 737-400 a la aerolínea portuguesa Agroar, basándose en Lisboa para realizar la ruta aeropuerto de Lisboa-aeropuerto de Madeira.
En agosto de 2008, incorpora a su flota dos Boeing 737-400 de su matriz Futura International Airways para hacer vuelos de pasajeros, convirtiéndose así en una aerolínea comercial.

### La etapa con Air Algérie
Los dos aviones entregados por Futura, realizaron vuelos en régimen de wet lease para Air Algérie, en los que enlazaban la capital argelina con París, Nantes, Marsella, Lyon, Toulouse, Bruselas y Barcelona.

### Final

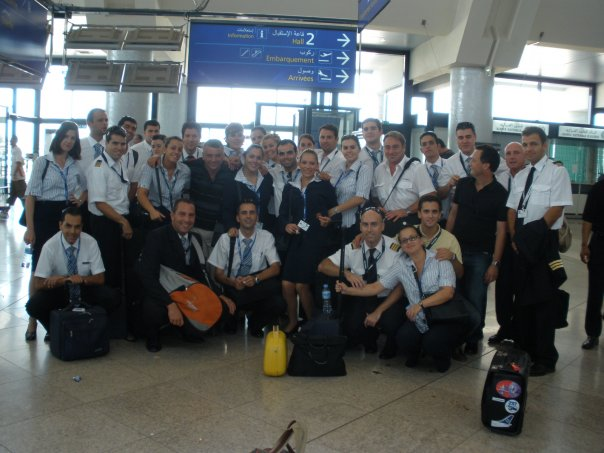
Toda la tripulación y personal de tierra de la aerolínea antes del vuelo de vuelta a España.

Tras el cese de Futura International Airways el 8 de septiembre de 2008, los aviones de pasajeros volvieron a España. FlyAnt, siguió sus operaciones de carga, pero no las de pasajeros. 
A finales de diciembre de 2008, se vende a New Iberital, empresa de carga y logística con sede en el aeropuerto de Zaragoza. Cambió su nombre a Saicus Air hasta su cese definitivo, en diciembre de 2010.

## Flota histórica
La flota de FlyAnt se componía de las siguientes aeronaves:
| Aeronaves              | Total | Introducido | Retirado | Matrículas                          | Notas                     |
| ---------------------- | ----- | ----------- | -------- | ----------------------------------- | ------------------------- |
| Boeing 737-300 (carga) | 2     | 2006        | 2008     | N576US (rrg. EC-JUV) y EC-KDJ       | Transferidas a Saicus Air |
| Boeing 737-400         | 1     | 2007        | 2008     | EC-KKJ (carga) y EC-KUI (pasajeros) |                           |